# Landshövdingar i Kronobergs län
Landshövdingen i Kronobergs län är chef för Länsstyrelsen i Kronobergs län.

## Lista över landshövdingar i Kronobergs län
- 1634–1636: Bengt Kafle Smålands län
- 1636–1653: Bengt Bagge av Berga Smålands län
- 1653–1654: Mauritz Holst
- 1655–1657: Gabriel Gyllenankar
- 1657–1664: Mauritz Nilsson Posse
- 1674–1676: Jakob Fleming
- 1676–1679: Gustaf Lilliecrona
- 1687–1687: Jonas Klingstedt
- 1687–1701: Åke Ulfsparre
- 1701–1710: Gustav von Faltzburg
- 1710–1718: Axel Banér
- 1718–1719: Olof Törnflycht
- 1719–1727: Jakob Cronstedt
- 1727–1729: Johan Brauner
- 1729–1746: Anders Koskull
- 1747–1758: Gustaf Fredrik Rothlieb
- 1758–1763: Peter von Psilander
- 1763–1769: Joakim Beck-Friis
- 1769–1776: Adam Johan Raab
- 1776–1782: Olof von Nackreij
- 1782–1787: Salomon Hederstierna
- 1787–1793: Göran Henrik Falkenberg
- 1793–1827: Carl Stellan Mörner
- 1827–1863: Carl Mörner
- 1863–1864: Carl Johan Thyselius
- 1864–1875: Gustaf Lorentz Munthe
- 1875–1888: Gunnar Wennerberg
- 1888–1898: Harald Spens
- 1898–1909: Charles von Oelreich
- 1909–1925: Alexis Hammarström
- 1917–1917: Knut Archibald Hamilton (tillförordnad)
- 1925–1944: August Beskow
- 1929–1930: Mortimer Munck af Rosenschöld (tillförordnad)
- 1944–1946: Erik Lundh
- 1946–1964: Thorwald Bergquist
- 1965–1970: Gunnar Helén
- 1970–1971: Per Bjering (tillförordnad)
- 1971–1977: Lars Eliasson
- 1977–1983: Astrid Kristensson
- 1983–1988: Britt Mogård
- 1988–1995: Sten Wickbom
- 1995–2002: Wiggo Komstedt
- 2002–2006: Lars-Åke Lagrell
- 2006–2007: Claes Sjöblom (tillförordnad)
- 2007–2016: Kristina Alsér
- 2016–2017: Anders Flanking (tillförordnad)
- 2017–2019: Ingrid Burman
- 2020–:     Maria Arnholm

## Webbkällor
- Länsstyrelsen i Kronobergs län.